# Иванов, Николай Максимович (Герой Советского Союза)
Иванов Николай Максимович (28.11.1918 — 06.10.1959) — Герой Советского Союза. Старший лётчик-наблюдатель 2-й эскадрильи 50-го отдельного разведывательного авиационного полка, 2-я воздушная армия, 1-й Украинский фронт.

## Биография
Николай Максимович Иванов родился 28 ноября 1918 года в станице Пашковской (ныне микрорайон Краснодара) в семье казаков.Русский. Член КПСС с 1943 г. В 1933 году, когда умерли его отец, мать и старший брат, Николай был определён в детский дом при колхозе «Ударник», а вскоре усыновлён супругами Шибека Прокофием Трофимовичем и Евдокией Ивановной из посёлка Маяк (ныне Красный, Тахтамукайский район, Республика Адыгея). Окончил 9 классов, в 1938 сельскохозяйственный рабфак имени В. И. Ленина и Краснодарский аэроклуб .
В РККА с 7 сентября 1938 года. Место призыва: Краснодарский ГВК, Краснодарский край, город Краснодар. Окончил Краснодарское военное авиационное училище штурманов в 1940 году.
Участник Великой Отечественной войны с июня 1941 года. Воевал лётчиком-наблюдателем и лётчиком-наблюдателем старшим на Северо-Западном, Брянском, Юго-Западном, Воронежском и 1-м Украинском фронтах.

## Подвиг
Старший лётчик-наблюдатель 50-го отдельного разведывательного полка (2-я воздушная армия, 1-й Украинский фронт) к октябрю 1944 года совершил 199 боевых вылетов на бомбардировку, разведку и фотографирование оборонительных рубежей и скоплений войск противника, выполнил 30 спецзаданий по распоряжению штаба 2-й воздушной армии и фронта.
26 октября 1944 года ему было присвоено звание Герой Советского Союза.

## Служба после войны
В 1947 окончил Тамбовское военное авиационное училище лётчиков, в 1955 году — Центральные лётно-тактические курсы усовершенствования оперативного состава. Затем служил заместителем командира эскадрильи, штурманом полка и начальником воздушно-стрелковой службы в 81-м бомбардировочном авиационном полку 207-й бомбардировочной авиационной дивизии (48-я воздушная армия Одесский военный округ) на аэродроме Вознесенск (Мартыновка), Николаевская область.
Умер на службе 6 октября 1959 года от инфаркта миокарда. Похоронен в городе Одесса на 2-м городском кладбище (ул. Водопроводная).

## Награды
- Медаль «Золотая Звезда» Героя Светского Союза[1].
- Орден Ленина[1].
- Орден Красного Знамени[2].
- Орден Красной Звезды[3].
- Орден Отечественной войны I степени.
- Орден Отечественной войны II степени[4].
- Медаль «За победу над Германией в Великой Отечественной войне 1941—1945 гг.» (9 мая 1945[5]).
- Медаль «30 лет Советской Армии и Флота».

## Память
- Имя Героя высечено золотыми буквами в зале Славы Центрального музея Великой Отечественной войны в Парке Победы города Москвы.
- В городе Одесса на 2-м городском кладбище (ул. Водопроводная) установлен надгробный памятник.